# Boris Alexandrowitsch Wassiltschikow

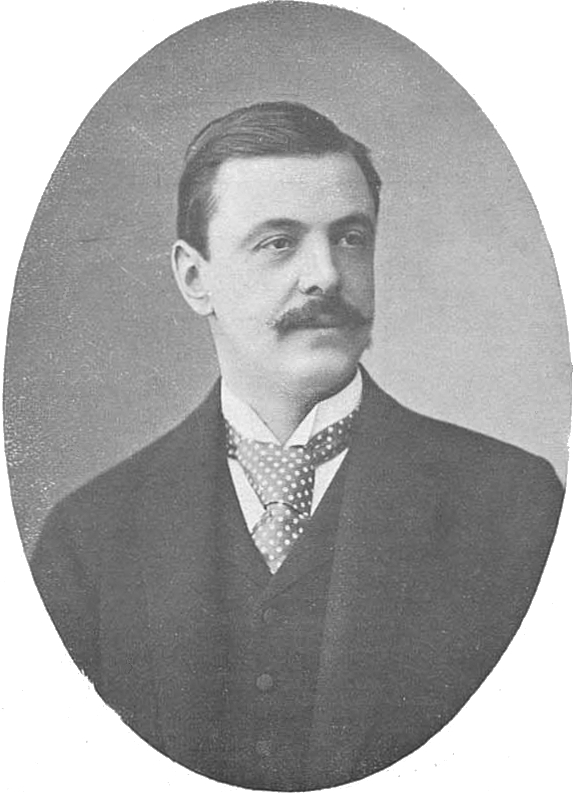
Fürst Boris Alexandrowitsch Wassiltschikow

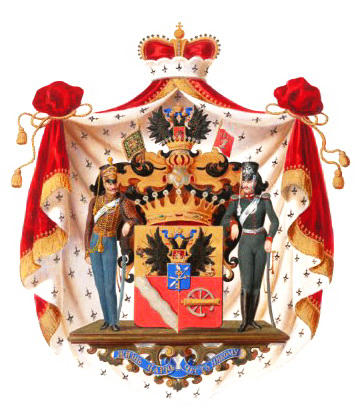
Fürstenwappen der Familie Wassiltschikow

Boris Alexandrowitsch Wassiltschikow (russisch Борис Александрович Васильчиков; * 19. Mai 1860 in Wybiti; † 13. Mai 1931 in Menton) war ein russischer Fürst, Politiker, Wirklicher Geheimer Rat, Autor und Memoirenschreiber. Von 1900 bis 1903 war er Gouverneur von Pskow.

## Leben
Bereits im Kindesalter von 4 Jahren verlor er seine Mutter, die bei einer weiteren Geburt im Wochenbett starb. Sein Vater starb 1881, so dass er im Alter von 21 Jahren zwar ein großes Erbe antrat, aber noch keine abgeschlossene Ausbildung vorweisen konnte. Nach seinem Juraabschluss am Kaiserlichen Kolleg für Rechtswissenschaft in Sankt Petersburg ließ er sich auf seinem Gut in Weliki bei Nowgorod nieder. Von 1884 bis 1890 wurde er im Rajon Staraja Russa in die Destriktregierung gewählt und von 1890 bis 1902 war er Provinzoberhaupt von Nowgorod. Später wurde er zum Ehrenbürger der Stadt Staraja Russa gewählt und bekleidete das Ehrenrichteramt. Auf seinem Landgut Wybiti beschäftigte er sich mit fortschrittlichen Methoden der Landwirtschaft, wobei Geflügelzucht besonders gut entwickelte. 1896 wurde er zum Wirklichen Geheimrat ernannt und in den Rang eines Stallmeisters übernommen. Von 1900 bis 1903 war er Gouverneur des Gouvernements Pskow und wurde für seine Verdienste auch dort zum Ehrenbürger gewählt.
Als im Februar 1904 der Russisch-Japanische Krieg ausbrach, wurde er zum Generalbevollmächtigten der Russischen Rotkreuz-Gesellschaft ernannt. Von Oktober 1904 bis November 1905 war er gemeinsam mit der Kaiserlich-russischen Armee in der Mandschurei, er wurde bei der Arbeit des Russischen Roten Kreuzes von seiner Frau unterstützt, die mit ihm an die Kriegsfront gekommen war. 1906 wurde er zum Vorsitzenden der Russischen Rotkreuzgesellschaft ernannt. Vom Juli 1906 bis März 1908 war er Abteilungsleiter für Landmanagement und Landwirtschaft in der Regierung von Premierminister Pjotr Arkadjewitsch Stolypin und setzte sich für die Agrarreformen ein. In den Jahren 1911–1917 leitete er den Kreis der „Nichtparteienverbände“ im Rat.

## Affäre „Rasputin“

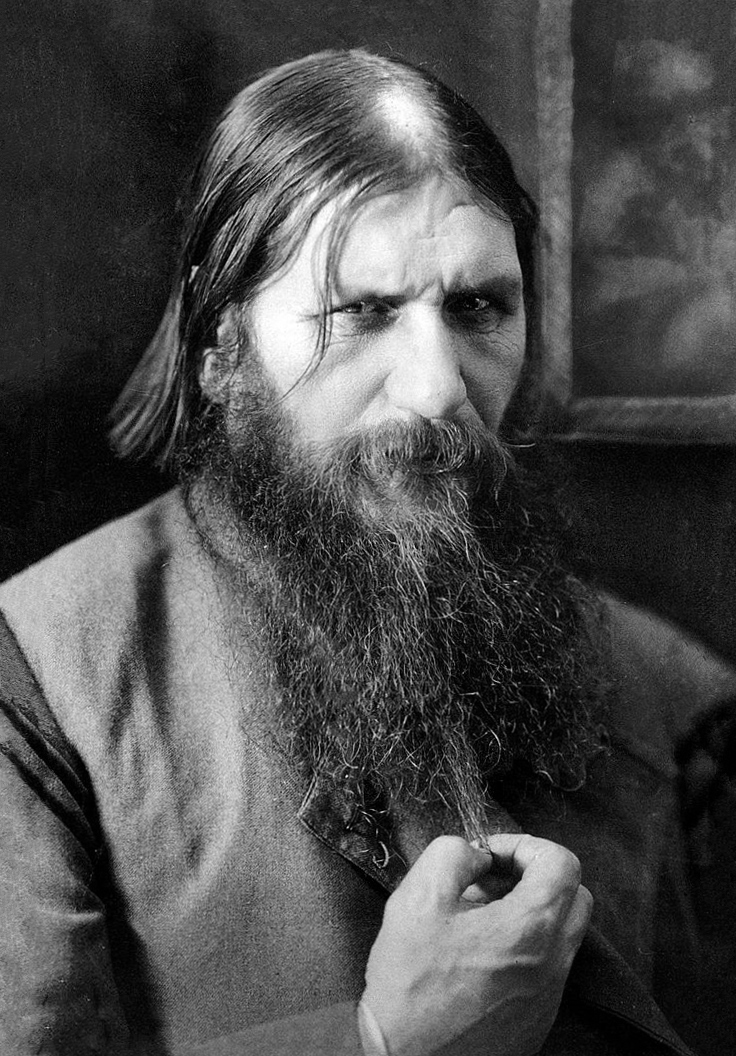
Grigori Jefimowitsch Rasputin (1916)

Seine Ehefrau Sophie Nikolajewna Menschirskaja, die am Zarenhof als Hofdame diente, schrieb 1916 an die Kaiserin Alexandra Fjodorowna einen Brief, in dem sie die Kaiserin bat, Rasputin vom Hofe zu entfernen. Die Kaiserin fühlte sich daraufhin veranlasst, die Hofdame aus ihrem Amt zu entfernen und forderte sie auf, den Hof zu verlassen, darüber hinaus denunzierte sie auch Boris Alexandrowitsch Wassiltschikow bei Nikolaus II.; Boris Alexandrowitsch legte daraufhin seine Ämter nieder und zog sich mit seiner Frau auf den Familiensitz in Wybiti zurück.

## Nach der Revolution

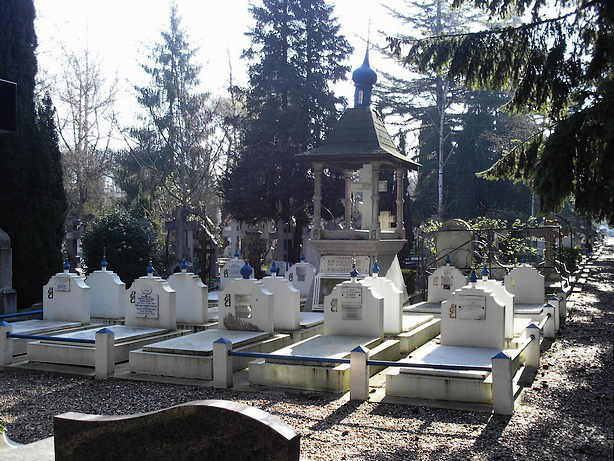
Russischer Friedhof von Sainte-Geneviève-des-Bois

Nach der Februarrevolution 1917 kehrte Boris Alexandrowitsch nach Sankt Petersburg zurück, 1918 wurde er in Haft genommen, auf die Peter-und-Paul-Festung verbracht und in einer Einzelzelle festgehalten. Nach seiner Freilassung emigrierte er nach Großbritannien, 1920 zog er nach Frankreich. Er wirkte aktiv am Aufbau des Institut de Théologie Orthodoxe Saint-Serge mit und schrieb seine Memoiren, die im Jahr 2003 veröffentlicht wurden. 1899 veröffentlichte er in Nowgorod den Aufsatz „Über die Erziehung der edlen Jugend“ (О воспитании дворянского юношества. Новгород, 1899). Er starb am 13. Mai 1931 und wurde mit seiner Frau auf dem Russischen Friedhof von Sainte-Geneviève-des-Bois beigesetzt.

## Orden und Ehrenzeichen
In Anerkennung seiner Verdienste wurde er 1901 und 1908 mit einem Dankesbrief und der „Höchsten Gunst seiner Kaiserlichen Majestät“ ausgezeichnet.
1. Russische Orden
- 1899 Sankt-Stanislaus-Orden, 1. Klasse
- 1902 Anna-Orden, 1. Klasse
- 1907 Kaiserlich-Königlicher Orden vom Weißen Adler
- 1913 Alexander-Newski-Orden

2. Ausländisch:
- 1907 Preußischer Orden des Roten Adlers, 1. Klasse
- 1908 Italienischer Orden der Heiligen von Mauritius und Lazarus, 1. Klasse

## Herkunft und Familie
Knes Boris Alexandrowitsch Wassiltschikow stammte aus der uradligen russischen Bojarenfamilie Wassiltschikow, die 1839 in den fürstlichen Adelsstand erhoben wurde. Seine Eltern waren Alexander Illarionowitsch Wassiltschikow (1818–1881) und Eugenia Iwanowna Senjawin (1829–1862). Boris Alexandrowitsch heiratete Fürstin Sophie Nikolajewna Mescherski (* 1867; † 1942 in Paris); sie hatten keine Nachkommen.